# Імператор Такакура
Імператор Такаку́ра (яп. 高倉天皇, たかくらてんのう, такакура тенно; 23 вересня 1161 — 30 січня 1181) — 80-й Імператор Японії, синтоїстське божество. Роки правління: 30 березня 1168 — 18 березня 1180.
Четвертий син імператора Ґо-Сіракави. Його матір'ю була Тайра но Сіґеко, донька Тайра но Токінобу. Отримав ім'я Норіхіто. Його політично підтримував Тайра но Кійоморі, який з 1160 року став набувати все більшої ваги в державі. Це було пов'язано з тим, що Норіхіто був небожем наложниці Кійоморі. 1161 року було викрито змову з метою призначити Норіхіто спадкоємцем трону, що погіршило стосунки між імператором Нідзьо і верховним імператором Ґо-Сіракава, який також підтримував кандидатуру Норіхіто. 1166 року за нового імператора Рокудзьо стає спадкоємцем трону.
1168 року під тиском Тайра но Кійоморі та Ґо-Сіракави імператор Рокудзьо зрікся влади на користь принца Норіхіто. Невдовзі почалася боротьба між Тайра і верховним імператором. У 1170 році після інцидент біля палацу Ходжудзі: сессьо (регента) Фудзівара но Мотофусу разом з охороною не пустив Тайра но Сукеморі (онук Тайра но Кійоморі). Того ж року імператор прийняв посольство з імперії Сун щодо розвитку торгівлі. 1172 року сам імператор Такакура одружився з донькою Тайра но Кійоморі. Ці події засвідчили зміцнення диктатури Тайра.
1177 року внаслідок потужної пожежі згоріла значна частина столиці, зокрмеа суттєво постраждав імператорський палац. 1178 року оголосив сина Токіхіто спадкоємцем трону. 1179 року Тайра но Кійоморі арештував верховного імператора Ґо-Сіракаву за підготовку чергової змови проти нього. 1180 року під тиском свого тестя зрікся трону на користь принца Токіхіто, що став відомий як імператор Антоку. Того ж року разом з імператорським двором відставний імператор перебрався до нової столиці Фукухара-кьо. Він помер наступного року.